# Arcos de la Llana
Arcos de la Llana è un comune spagnolo di 1 775 abitanti situato nella comunità autonoma di Castiglia e León.
Il comune comprende la località di Villanueva Matamala.